# Puyo Puyo DA!
Puyo Puyo DA! featuring Ellena System (ぷよぷよDA! -featuring ELLENA System-?)  es un juego de baile Puyo Puyo creado en 1999 para Arcade y Dreamcast. El juego fue lanzado solo en Japón. Es una adaptación de uno de los juegos para desarrolladores de Compile's Disc Station, Broadway Legend Ellena. 

## Objetivo
Arle Nadja y sus amigas se toman un tiempo libre de las peleas de Puyo y desafían a los jugadores a bailar con ellas. El juego presenta varias etapas de baile, similares a juegos como Space Channel 5 y PaRappa the Rapper. También presenta un nuevo sistema ELLENA utilizado para representar el juego, así como un nuevo personaje exclusivo con el mismo nombre (Ellena Stevens, la protagonista del Broadway Legend Ellena original). Uno o dos jugadores pueden bailar una variedad de melodías J-pop usando los botones del controlador para copiar los movimientos de sus oponentes. Según lo bien que un jugador copie los movimientos, los molestos Puyos se envían a su oponente. El jugador pierde si su barra de salud cae a 0, o si tienen Nuisance Puyos en su lado de la pantalla. 

## Recepción
A diferencia de otros juegos de Puyo Puyo, este se encontró con críticas principalmente negativas. GameSpot le dio una calificación de 'terrible' de 2.3 diciendo que "¡puedes recoger Puyo Puyo DA! y estar completamente harto de eso en una hora".